# Jordan Crawford
Pour les articles homonymes, voir Crawford.
Jordan Crawford, né le 23 octobre 1988 à Détroit au Michigan, est un joueur américain de basket-ball.

## Biographie
Il joue au niveau universitaire avec les Hoosiers de l'Indiana pendant la saison 2007-2008 puis est transféré aux Musketeers de Xavier. Pendant l'été 2009, il dunke sur LeBron James lors d'un camp de basket-ball et Nike confisque les enregistrements vidéo afin de protéger la réputation de James. Les vidéos apparaissent néanmoins sur Internet quelques jours plus tard. Il se présente à la draft 2010 de la NBA et est sélectionné en 27e position par les Nets du New Jersey avant d'être échangé aux Hawks d'Atlanta.
Le 24 février 2011, il est envoyé avec Mike Bibby aux Wizards de Washington.
Le 21 février 2013, les Wizards l'échangent contre Jason Collins et Leandro Barbosa l'envoyant aux Celtics de Boston.
Le 15 janvier 2014, il rejoint les Warriors de Golden State avec MarShon Brooks.
Le 6 mars 2017, il rejoint les Pelicans de La Nouvelle-Orléans. Le 22 octobre 2017, il est coupé par les Pelicans. Il est ensuite re-signé le 5 avril 2018.
En février 2020, Crawford rejoint le club allemand de Brose Baskets avec un contrat courant jusqu'au terme de la saison en cours.
Au mois de juillet 2020, il s'engage pour une saison avec le Lokomotiv Kouban. Crawford est licencié par le Lokomotiv Kouban en février 2021 pour violation des règles internes de l'équipe. Il rejoint peu après Galatasaray où il s'engage jusqu'à la fin de la saison.